# Rocamadour
Rocamadour är en stad i departementet Lot i Occitanien, Frankrike. År 2022 hade Rocamadour 604 invånare.
Rocamadour är en berömd vallfartsort på grund av sina kyrkor. I kyrkan Notre-Dame från 1479 finns en träbild av jungfru Maria, svarta madonnan, som uppges vara ett verk av den helige Amadour, identisk med publikanen Sackeus, som predikade evangelium i Gallien och slutligen slog sig ned på denna plats. Här upptäcktes även en antik grav, som innehöll kvarlevorna efter den helige Amadour.  Rocamadours rykte som vallfartsort går tillbaka till den äldre medeltiden. Högst upp på berget ligger borgen Rocamadour som började byggas under medeltiden och stod färdig i slutet av 1200-talet.